# Вад-Медані
Вад-Медані (араб. ود مدني) — місто в Судані, адміністративний центр штату Ель-Гезіра.

## Історія
Місто було засноване на початку XVIII століття, з самого початку представляючи собою турецько-єгипетський аванпост. З часом місто розвинувся і зміцніло, ставши великим промисловим центром.

## Географія
Розташоване на західному березі Блакитного Нілу, приблизно за 136 км на південний схід від Хартума, на висоті 414 м над рівнем моря.

## Населення
За оціночними даними на 2009 рік населення міста становить 368 021 чоловік.
Динаміка чисельності населення по роках:
| Рік  | Населення |
| ---- | --------- |
| 1956 | 52400     |
| 1973 | 106715    |
| 1983 | 141065    |
| 1993 | 211362    |
| 2009 | 368021    |

## Економіка
Сучасний Вад-Медані — це один з найбільш економічно значущих і сільськогосподарських регіонів країни. Це важливий транспортний вузол і торговий центр Ель-Гезіра, яка є головним зрошуваних районом Судану. У передмістях успішно вирощується бавовна. Через місто прокладена залізниця, за якою в інші міста доставляються зерно, арахіс, ячмінь і домашня худоба. У місті розташований університет Аль-Гезіра.

## Пам'ятки
Вад-Медані — гарне місце для відпочинку. У місті знаходиться дуже багато ресторанів з місцевою кухнею. Також місто рясніє магазинами і лавками. Вад-Медані — це справжнє «африканське» місто з пляжами, розташованими на східному березі Блакитного Нілу.